# Naviglio militare italiano della seconda guerra mondiale
Con naviglio militare italiano della seconda guerra mondiale si intendono tutte le navi e i sommergibili facenti parte della Regia Marina al momento dell'ingresso del Regno d'Italia nel menzionato conflitto (10 giugno 1940). In quel periodo la Regia Marina, per numero di unità e dislocamento in tonnellate di navi da guerra, si collocava quinta nella classifica delle marine più grandi al mondo e poteva dispiegare una notevole componente di battelli subacquei, seconda solo all'Unione Sovietica e avvantaggiata dall'unità del teatro di operazioni: il Mar Mediterraneo e una parte dell'Oceano Atlantico. La Voenno-morskoj flot, difatti, raggruppava sommergibili variegati per età e dotazioni e doveva ripartirli su più aree distanti tra loro – Oceano Pacifico, Mar Baltico e Mar Nero.
Durante la seconda guerra mondiale vennero costruite altre unità che, però, non rimpiazzarono quelle perdute. Molte delle navi costruite tra l'estate 1940 e l'estate 1943 o non vennero ultimate o furono catturate dopo l'8 settembre 1943 dalla Germania nazista, che le incorporò nella Kriegsmarine.
Alla fine della guerra la Regia Marina aveva subito gravi perdite, in specie nel naviglio sottile e tra gli incrociatori; alcune delle unità sopravvissute (che comprendevano anche alcune delle classi migliori) furono cedute, in base alle clausole del trattato di Parigi, alle nazioni vincitrici a guisa di riparazioni di guerra. Una parte minore fu invece avviata alla demolizione nell'immediato dopoguerra, il resto della flotta, inclusi i più moderni incrociatori rimasero nella flotta italiana.

La nave da battaglia Giulio Cesare

## Unità in servizio all'inizio del conflitto
Alla data del 10 giugno 1940 erano in servizio:

### Navi da battaglia
- 2 classe Littorio (Littorio e Vittorio Veneto)
- 2 corazzate ricostruite: classe Conte di Cavour (Conte di Cavour e Giulio Cesare)

### Incrociatori

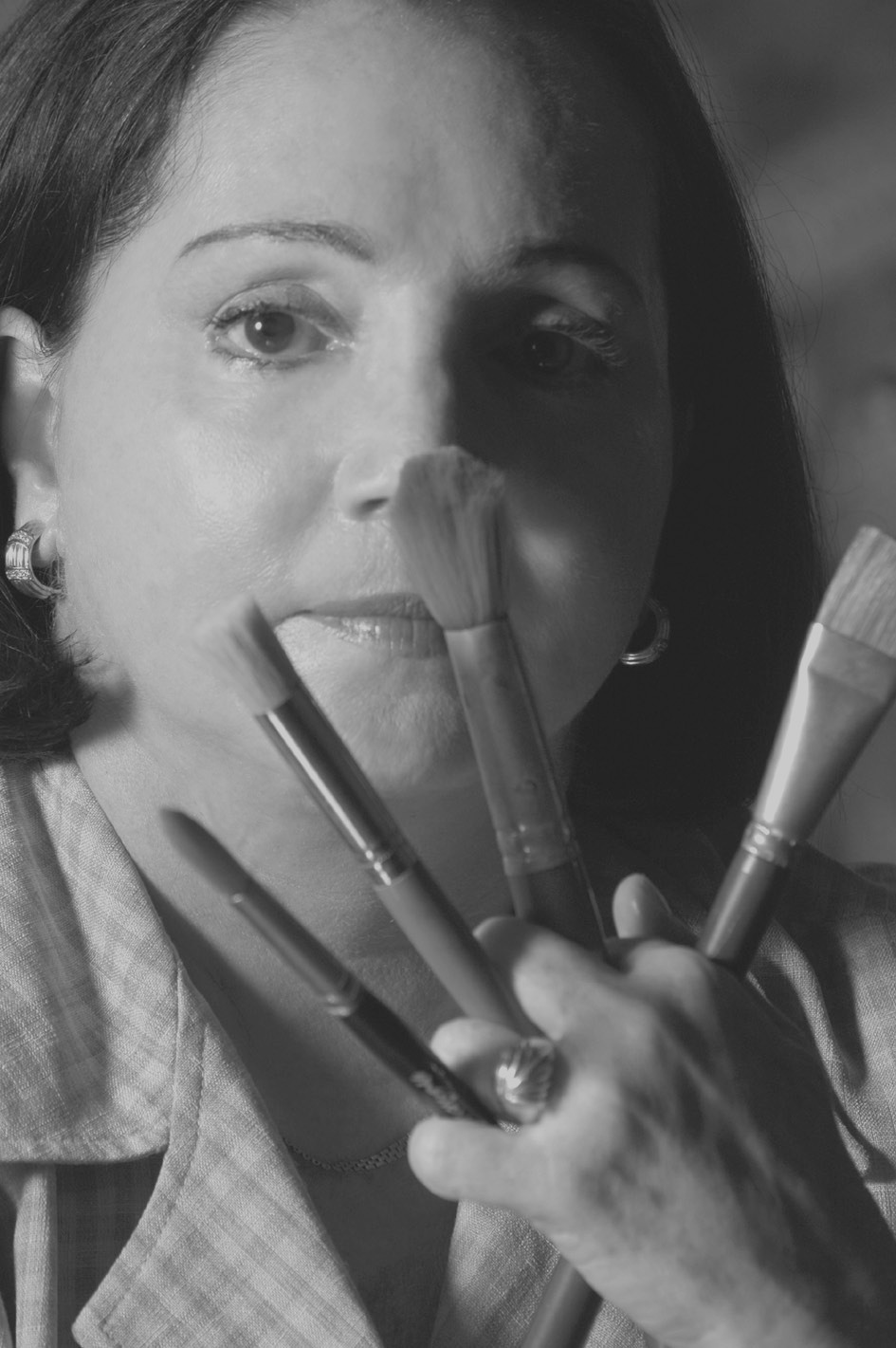
L'incrociatore Zara, ammiraglia della I Divisione incrociatori

- 1 incrociatore corazzato obsoleto: San Giorgio
- incrociatori pesanti:
  - 3 classe Trento (Trento, Trieste e Bolzano)
  - 4 classe Zara (Zara, Fiume, Pola e Gorizia)
- Incrociatori leggeri:
  - classe Condottieri:
    - 4 tipo classe Alberto di Giussano (Alberto di Giussano, Alberico da Barbiano, Bartolomeo Colleoni e Giovanni delle Bande Nere)
    - 2 tipo Luigi Cadorna (Luigi Cadorna e Armando Diaz)
    - 2 tipo Raimondo Montecuccoli (Raimondo Montecuccoli e Muzio Attendolo)
    - 2 tipo Duca d'Aosta (Emanuele Filiberto Duca d'Aosta ed Eugenio di Savoia)
    - 2 tipo Duca degli Abruzzi (Luigi di Savoia Duca degli Abruzzi e Giuseppe Garibaldi)

  - 2 incrociatori leggeri obsoleti: Taranto e Bari

### Cacciatorpediniere
- 12 classe Soldati serie I
- 4 classe Alfredo Oriani
- 4 classe Maestrale
- 4 classe Folgore
- 4 classe Dardo
- 12 classe Navigatori
- 8 classe Turbine
- 4 classe Nazario Sauro
- 3 classe Leone
- 2 classe Quintino Sella

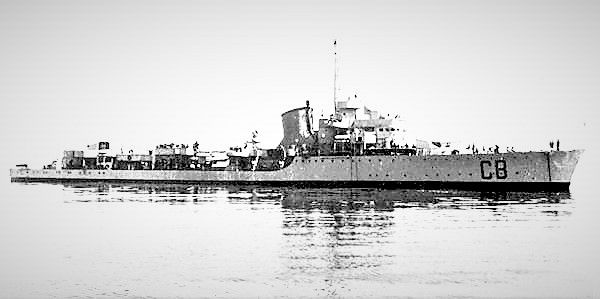
Il cacciatorpediniere Carabiniere

- 2 cacciatorpedinieri obsoleti classe Mirabello

### Torpediniere

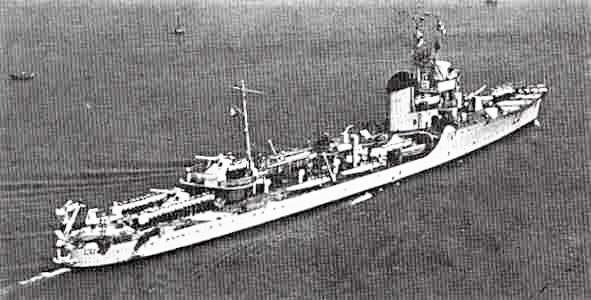
La torpediniera Lupo

- Albatros
- 30 classe Spica
- 4 classe Orsa
- 35 torpediniere obsolete:
  - Audace
  - Insidioso
  - 4 classe Palestro
  - 6 classe Generali
  - 8 classe La Masa
  - 4 classe Giuseppe Sirtori
  - 7 classe Rosolino Pilo
  - 4 classe Curtatone

### Cannoniera
- Ermanno Carlotto

### Sommergibili
- sommergibile costiero:
  - classe Adua: 17 unità – 698 t

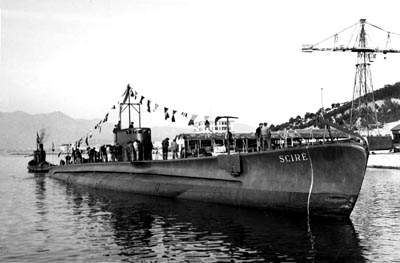
Il sommergibile, protagonista nell'impresa di Alessandria

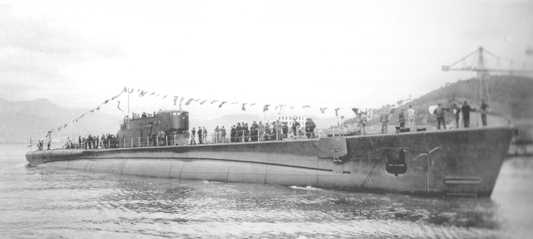
Il sommergibile ebbe il primato del numero di unità nemiche affondate

  - classe Argonauta: 7 unità – 665 t
  - classe Perla: 10 unità – 700 t
  - classe Vettor Pisani: 4 unità – 880 t
  - classe Sirena: 12 unità – 701 t
- sommergibile oceanico:
  - classe Archimede: 2 unità – 985 t
  - classe Settembrini: 2 unità – 953 t
  - classe Balilla: 4 unità – 1.450 t
  - classe Calvi: 3 unità – 1.550 t
  - classe Liuzzi: 4 unità – 1.187 t
  - classe Marcello: 11 unità – 1.063 t
  - classe Marconi: 6 unità – 1.195 t
  - classe Brin: 5 unità – 1.016 t
  - classe Fieramosca: 1 unità – 1.556 t
  - classe Glauco: 2 unità – 1.055 t
- sommergibile di media crociera:
  - classe Squalo: 4 unità – 933 t
  - classe Argo: 2 unità – 794 t
  - classe Bandiera: 4 unità – 941 t
  - classe Mameli: 4 unità – 830 t
- sommergibile posamine: 
  - classe Micca: 1 unità – 1.570 t
  - classe Bragadin: 2 unità – 981 t
  - classe Foca: 3 unità – 1.333 t
- sommergibile costiero obsoleto: classe H: 5 unità – 360 t
- sommergibile posamine obsoleto: classe X: 2 unità – 403 t

### Dragamine
- R.D. 7
- R.D. 22
- R.D. 25
- R.D. 30
- R.D. 36
- R.D. 37
- R.D. 55

### Dragamine/Vedetta foranea
- Santa Lucia
- Meta

### Posamine
- 6 Classe Azio
- 4 Classe Fasana

### Monitore
- Faà di Bruno

### Incrociatore ausiliario
- Incrociatori ausiliari della Regia Marina

- Navi posamine:
  - Brioni
  - Giuseppe Orlando
  - Lero
  - San Giusto
  - Monte Gargano

### Navi ausiliarie
- Nave appoggio idrovolanti Giuseppe Miraglia
- Nave appoggio sommergibili Antonio Pacinotti
- Nave appoggio sommergibili Sebastiano Caboto (cannoniera)
- Nave scuola sommergibilisti obsoleta Eridania
- Nave coloniale Eritrea
- Nave trasporto munizioni e posamine Classe Panigaglia
- Nave officina e trasporto nafta Quarnaro

### Navi scuola
- Cristoforo Colombo
- Amerigo Vespucci

### Nave ospedale
- Aquileia
- Arno
- California
- Gradisca
- Po
- Tevere

### Nave soccorso
- Epomeo

### Nave trasporto truppe
- Sicilia
- Toscana

## Unità entrate in servizio durante il conflitto

La nave da battaglia Roma, affondata il giorno seguente l'armistizio di Cassibile dai tedeschi

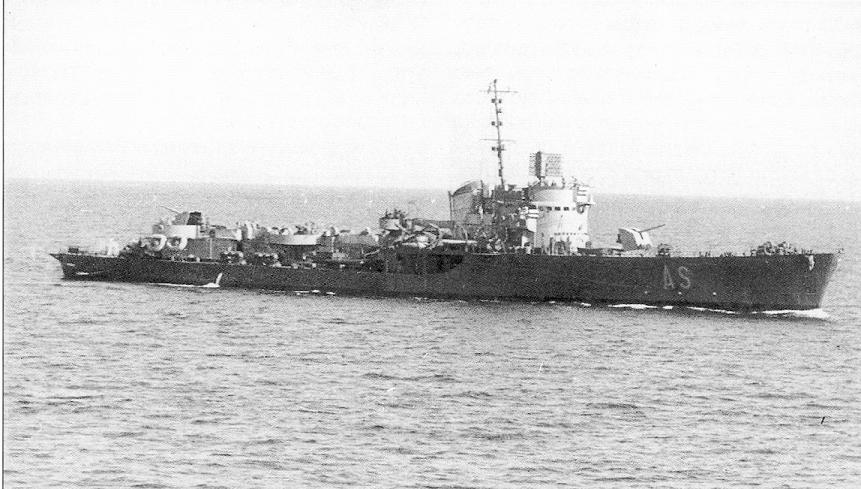
La torpediniera Aliseo fu protagonista di un gesto epico comandata da Carlo Fecia di Cossato

Durante la seconda guerra mondiale entrarono in servizio:

### Navi da battaglia
- 1 classe Littorio: Roma
- 2 classe Duilio (entrambe in ricostruzione dal 1937):
  - Andrea Doria
  - Duilio

### Incrociatori
- 3 incrociatori leggeri classe Capitani Romani: 
  - Attilio Regolo
  - Scipione Africano
  - Pompeo Magno

- 2 incrociatori leggeri di preda bellica francese classe La Galissonnière:
  - La Galissonnière
  - Jean de Vienne

### Cacciatorpediniere
- 5 cacciatorpediniere classe Soldati II serie
- 3 cacciatorpediniere di preda bellica jugoslavia[1]:
  - Premuda (ex Dubrovnik)
  - Sebenico (ex Beograd) e Lubiana[2] (ex Ljubljana) della classe Beograd

- 11 cacciatorpediniere di preda bellica francese[1]:
  - classe Chacal[3]:
    - FR 22 (ex Panthére)
    - FR 23 (ex Tigre)

  - classe Guépard[4]:
    - FR 21 (ex Lion)
    - FR 24 (ex Valmy)

  - classe Bourrasque[5]:
    - FR 31 (ex Trombe)

  - classe Le Hardi:
    - FR 32 (ex Le Corsaire)
    - FR 33 (ex Épée/)
    - FR 34 (ex Lansquenet)
    - FR 35 (ex Le Flibustier)
    - FR 36 (ex Fleuret)
    - FR 37 (ex Le Hardi)

### Torpediniere
- 15 torpediniere di scorta classe Ciclone
- 1 torpediniera classe Ariete
- 6 torpediniere obsolete di preda bellica jugoslavia:
  - Classe T 1 (T 1 (torpediniera Italia), T 3 (torpediniera Italia))
  - Classe T 5 (T 5 (torpediniera Italia), T 6 (torpediniera Italia), T 7 (torpediniera Italia), T 8 (torpediniera Italia))

### Corvette
- 29 corvette classe Gabbiano

### Navi corsare
- Classe Monginevro

### Sommergibili
- sommergibile costiero:
  - classe Acciaio: 13 unità – 715 t
  - classe Sirène:  Sirène, Naïade e Galatée – 750 t (preda bellica ex francese)

- sommergibile oceanico:
  - classe Ammiragli: 4 unità – 1 708 t
  - classe Requin: Requin, Dauphin, Phoque e Espadon – 974 t (preda bellica ex francese)
  - classe Redoutable: Redoutable, Pascal, Fresnel, Achéron, L'Espoir e Henri Poincaré – 1 570 t (preda bellica ex francese)

- sommergibile di media crociera:
  - classe Bajamonti: Antonio Bajamonti (ex Smeli) e Francesco Rismondo (ex Osvetnik) – 665 t (preda bellica ex iugoslava)
  - classe Tritone: 8 unità – 958 t

- sommergibili posamine:
  - classe Saphir: 3 unità – Saphir, Turquoise e Nautilus – 761 t (preda bellica ex francese)
  - classe Circé: 2 unità – Circé e Calypso – 655 t (preda bellica ex francese)

- sommergibile da trasporto:
  - classe R: 2 unità – 2 210 t

- sommergibile tascabile:
  - classe CB: 12 unità – 45t

### Nave appoggio idrovolanti
- Commandant Teste (preda bellica ex francese)

### Motolance
- 9 motolance classe ML

## Unità non ultimate prima della fine del conflitto
- 1 portaerei di squadra (Aquila)
- 1 corazzata (Impero, l'ultima della classe Littorio)
- 1 portaerei di scorta (Sparviero)
- 2 incrociatori leggeri Classe Costanzo Ciano (nessuna mai impostata)
- 9 incrociatori leggeri classe Capitani Romani (4 demoliti sullo scalo nel luglio 1941, gli altri 5 vennero varati ma, a causa dell'armistizio, non completati)
- 2 incrociatori antiaerei classe Etna (Etna e Vesuvio, in costruzione originariamente per la marina thailandese)
- 24 cacciatorpediniere classe Comandanti Medaglie d'Oro, previsti in tre serie da 8, 8 e 4 unità, ma mai terminati.
- 2 cacciatorpediniere classe Soldati II serie non completati.
- 1 torpediniera di scorta classe Ciclone (Intrepido).
- 15 torpediniere classe Ariete.
- 31 corvette classe Gabbiano.

A queste va aggiunto vario naviglio minore, catturato dai tedeschi alla data dell'armistizio e completato per loro conto, o sabotato in diversi modi da militari o resistenti italiani.

## Classificazione e organizzazione della flotta

### Classificazione del naviglio (R. D. n. 1483 del 5 settembre 1938)
Nel 1938 fu emesso il Regio Decreto n. 1483 che definiva la costituzione e l'organizzazione della flotta della Regia Marina. Le navi da guerra vennero classificate in nove categorie: corazzate, incrociatori, cacciatorpediniere, torpediniere, sommergibili, cannoniere, M.A.S., navi ausiliarie e navi di uso locale. In queste categorie vennero fatte rientrare tutte le navi in servizio, modificando in alcuni casi la classificazione originaria. Per esempio la tipologia "esploratore" fu eliminata e gli esploratori in servizio vennero riclassificati, a seconda delle loro caratteristiche, come incrociatori leggeri o come cacciatorpediniere.
- Navi da battaglia

Erano definite navi da battaglia o corazzate le unità corazzate adatte per l'impiego in alto mare con armamento principale di calibro superiore a 203 mm. Erano navi di grande tonnellaggio (fino a 35 000 t, in accordo al trattato navale di Washington del 1921), potentemente armate (cannoni fino a 406 mm di calibro) e corazzate, progettate per sostenere il massimo dello sforzo in un combattimento navale. L'armamento offensivo principale era costituito dai cannoni di grosso calibro (da 320 a 381 mm nelle unità della Regia Marina) capaci di un tiro efficace fino a 30 km. L'armamento secondario era costituito da cannoni antinave di piccolo calibro (100–120 mm) e da cannoni antiaerei, oltre che da mitragliere.
- Incrociatori

Erano definiti incrociatori le navi di elevata velocità e di dislocamento superiore a 3 000 t, armate con cannoni fino a 203 mm di calibro. Erano usualmente distinti in incrociatori pesanti (fino a 10 000 t) e incrociatori leggeri (fino a 5 000 t). Si trattava di navi molto veloci (anche oltre 35 nodi) dotate di buona potenza di fuoco (cannoni principali da 152 mm fino a 203 mm, armamento antiaereo) ma di scarsa protezione (corazzatura da media a leggera, spesso limitata alla parte subacquea). Molte di queste unità erano inoltre dotate di uno o due aerei ricognitori lanciabili mediante catapulte.
- Cacciatorpediniere

Erano definiti cacciatorpediniere le navi siluranti veloci (fino a 38 nodi) con dislocamento da 1 000 t fino a 3 000 t, con compiti prevalentemente di attacco con il siluro, ma dotate anche di artiglieria di piccolo e medio calibro (fino a 135 mm) e di armamento antiaereo (prevalentemente mitragliere) e antisommergibile (bombe torpedini a getto).
- Torpediniere

Erano definite torpediniere le navi siluranti di piccole dimensioni (dislocamento tra le 100 t e le 1 000 t), caratterizzate anch'esse da elevata velocità e forte armamento in siluri. Anche queste unità possedevano artiglierie di piccolo calibro (fino a 100 mm), mitragliere antiaeree e bombe antisommergibile.
- Sommergibili

Erano definiti sommergibili le unità siluranti in grado di svolgere la loro attività bellica prevalentemente in immersione. Essi avevano come arma principale il siluro, ma erano anche muniti di uno o due cannoni per l'attacco in superficie (limitato di solito a navi mercantili indifese). Alcuni sommergibili, appositamente attrezzati, potevano svolgere anche attività di posa mine. A seconda delle caratteristiche nautiche, di armamento e di autonomia, i sommergibili venivano classificati come "costieri" o "oceanici".
- Cannoniere

Erano definite cannoniere le navi armate con almeno un cannone di qualsiasi calibro, con dislocamento inferiore alle 8 000 t e velocità inferiore ai 20 nodi, che non avessero altri compiti ausiliari o logistici.
- M.A.S.

I M.A.S. (Motoscafo Armato Silurante, anche chiamato motoscafo anti sommergibile) erano piccole siluranti di dislocamento inferiore alle 100 t, molto veloci e armate solo di siluri, destinate alla caccia ai sommergibili ma anche e soprattutto ad attacchi veloci a navi maggiori.
- Navi ausiliarie

Erano definite navi ausiliarie le navi adibite a compiti ausiliari o logistici. In base alla loro specializzazione si riconoscevano: Posamine, Dragamine, Posacavi, Cisterne, Navi officina, Navi appoggio, Rimorchiatori d'alto mare, Navi di salvataggio, Pontoni semoventi, Navi scuola, Navi ospedale.
- Navi di uso locale

Comprendevano le navi ausiliarie minori destinate ai servizi locali delle Piazze Marittime: rimorchiatori, piccole cisterne, bettoline e draghe.

### Organizzazione del naviglio
Le navi della Regia Marina erano organizzate in raggruppamenti: squadriglia, flottiglia, divisione, squadra. Al di fuori di questi raggruppamenti potevano esserne costituiti temporaneamente altri, definiti "gruppi", comprendenti unità con caratteristiche diverse (per esempio una corazzata o un incrociatore con due o tre cacciatorpediniere). Il "gruppo" veniva costituito in forma temporanea per particolari esigenze transitorie o per il raggiungimento di obbiettivi particolari.
- squadriglia MAS
- squadriglia cacciatorpediniere
- squadriglia sommergibili
- squadriglia siluranti

La squadriglia era un raggruppamento omogeneo di almeno 4 unità di naviglio sottile (di cui una con funzioni di capo squadriglia): cacciatorpediniere, torpediniere, sommergibili o M.A.S. Le unità dovevano essere preferibilmente della stessa classe o, comunque, possedere caratteristiche nautiche e belliche il più possibile simili.
- flottiglia

La flottiglia (comandata da un capo flottiglia, solitamente imbarcato su un'unità estranea alle squadriglie) era un raggruppamento di 2 o più squadriglie.
- divisione

La divisione era un raggruppamento di 2 o più navi maggiori (incrociatori o corazzate) delle quali una poteva avere funzioni di capo divisione. Solitamente alla divisione erano aggregate una o più squadriglie di siluranti (cacciatorpediniere o torpediniere) con funzioni di scorta.
- squadra

Una squadra navale era composta dal raggruppamento di 2 o più divisioni. Le funzioni di comando della squadra erano svolte da una nave ammiraglia che poteva appartenere a una delle divisioni o esserne indipendente. La Regia Marina comprendeva 2 squadre, basate rispettivamente a Taranto e a La Spezia.

## Navi da guerra straniere catturate

### Incrociatori
- La Galissonnière -  Francia
- Jean de Vienne -  Francia

### Cacciatorpediniere
- Le Hardi -  Francia
- Fleuret -  Francia
- Épée -  Francia
- Casque -  Francia
- Lansquenet -  Francia
- Le Flibustier -  Francia
- Mameluk -  Francia
- Siroco -  Francia
- Lion -  Francia
- Tigre -  Francia

## Ordine di battaglia
All'entrata in guerra dell'Italia nel secondo conflitto mondiale la flotta della Regia Marina era così inquadrata:
- I Squadra, di base a Taranto
- II Squadra, di base a Augusta
- Comando flotta sommergibili, di base a La Spezia
- Circoscrizione Alto Tirreno, di base a La Spezia
- Circoscrizione Basso Tirreno, con sede a Napoli e basi a Napoli, Messina e La Maddalena
- Circoscrizione Alto Adriatico, di base a Venezia
- Circoscrizione Basso Adriatico e del Mar Ionio, con sede a Taranto e basi a Taranto e Brindisi
- Comando navale Mar Egeo, con base a Rodi
- Comando navale Albania, con base a Durazzo
- Comando navale Libia con sede a Bengasi e basi a Tripoli e Tobruch
- Comando navale Africa Orientale Italiana, con base a Massaua
- Comando navale Estremo Oriente, con base a Tientsin

### I Squadra
Sede: Taranto
Comandante: ammiraglio Inigo Campioni

#### VI Divisione corazzate
Comandante: ammiraglio Carlo Cattaneo (istituita il 30 agosto 1940)
- Duilio  ammiraglia di divisione
- Andrea Doria

#### V Divisione corazzate

La nave da battaglia Conte di Cavour

Comandante: ammiraglio Bruto Brivonesi
- Giulio Cesare  Ammiraglia della squadra navale[6]
- Conte di Cavour  ammiraglia di divisione

##### VII Squadriglia cacciatorpediniere
- Freccia  capo squadriglia
- Dardo
- Saetta
- Strale

##### VIII Squadriglia cacciatorpediniere
- Folgore  capo squadriglia
- Fulmine
- Baleno
- Lampo

#### IX Divisione corazzate

La nave da battaglia Littorio.

Comandante: ammiraglio Carlo Bergamini
- Littorio  Ammiraglia di divisione; il 26 luglio 1943 assunse il nome di Italia divenendo sede del Comando delle Forze Navali da Battaglia
- Vittorio Veneto

##### XIV Squadriglia cacciatorpediniere
- Ugolino Vivaldi  capo squadriglia
- Antonio da Noli
- Lanzerotto Malocello
- Leone Pancaldo

##### XV Squadriglia cacciatorpediniere
- Antonio Pigafetta  capo squadriglia
- Alvise da Mosto
- Giovanni da Verrazzano
- Nicolò Zeno

#### I Divisione incrociatori
Comandante: ammiraglio Pellegrino Matteucci
- Zara  Ammiraglia di divisione
- Gorizia
- Fiume

##### IX Squadriglia cacciatorpediniere
- Vittorio Alfieri capo squadriglia
- Alfredo Oriani
- Giosuè Carducci
- Vincenzo Gioberti

#### IV Divisione incrociatori
Comandante: ammiraglio Alberto Marenco di Moriondo
- Alberico da Barbiano  Ammiraglia di divisione
- Luigi Cadorna
- Alberto di Giussano
- Armando Diaz

La XII Squadriglia cacciatorpediniere (Lanciere) fu distaccata della II Squadra come unità di scorta della IV Divisione incrociatori

#### VIII Divisione incrociatori

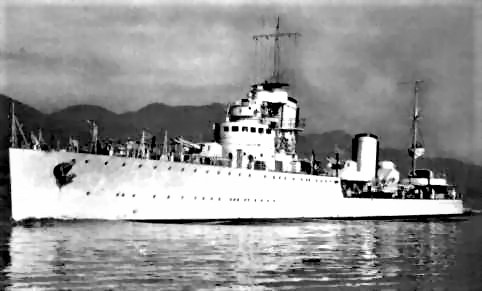
Il cacciatorpediniere Nicoloso da Recco

Comandante: ammiraglio Antonio Legnani
- Luigi di Savoia Duca degli Abruzzi  Ammiraglia di divisione
- Giuseppe Garibaldi

##### XVI Squadriglia cacciatorpediniere
- Nicoloso da Recco  capo squadriglia
- Emanuele Pessagno
- Luca Tarigo
- Antoniotto Usodimare

#### Gruppo Navi Ausiliarie della I Squadra

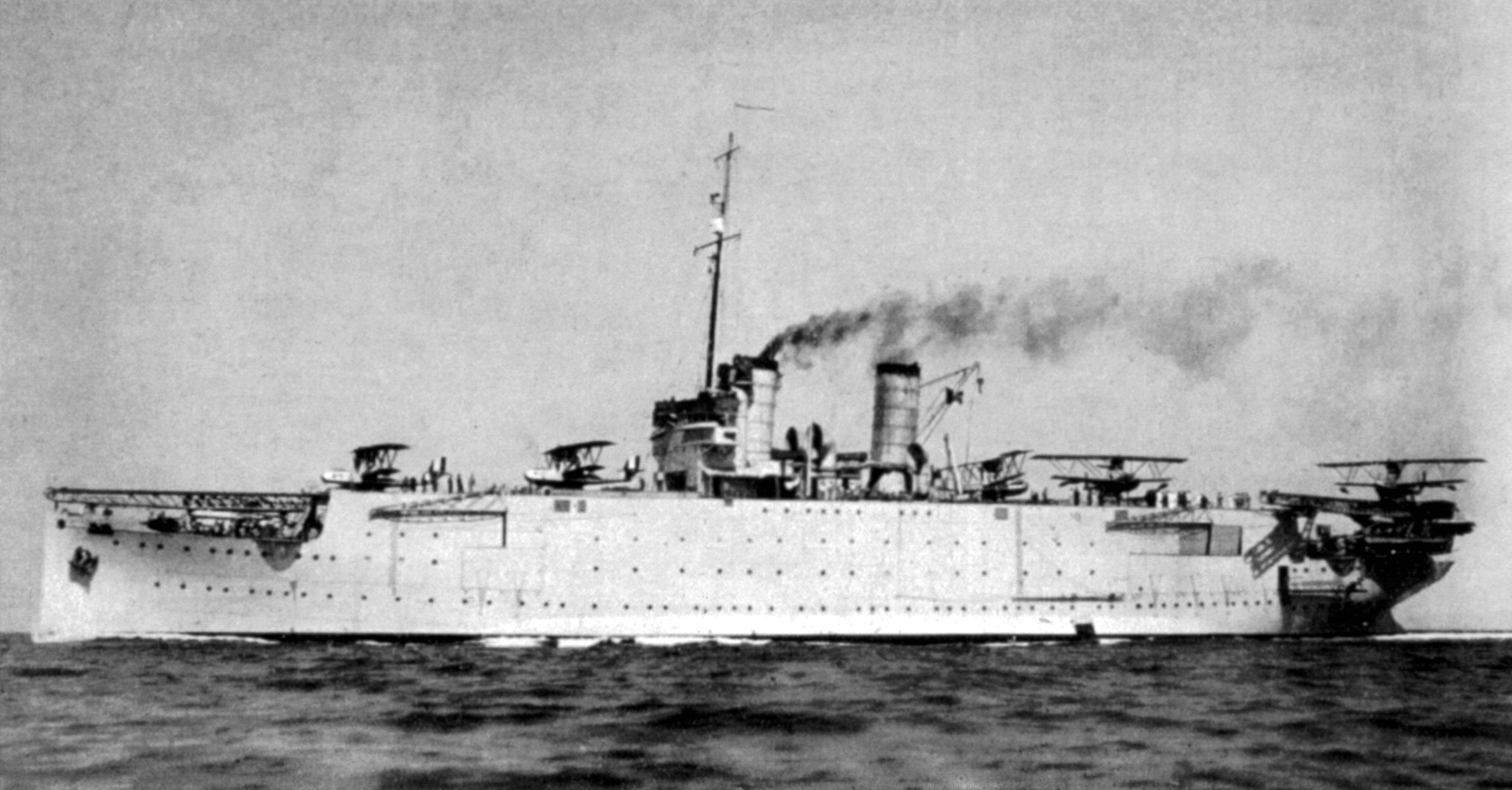
La nave appoggio idrovolanti Giuseppe Miraglia

nave appoggio idrovolanti
- Giuseppe Miraglia

Navi cisterna acqua
- Isonzo
- Po
- Garda

Rimorchiatore d'alto mare
- Atlante

Rimorchiatore d'uso locale
- Lipari

### II Squadra

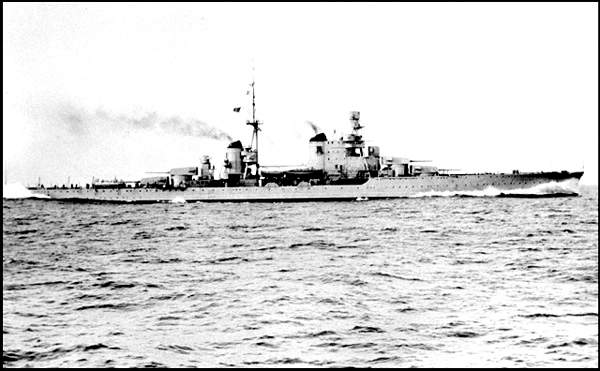
L'incrociatore pesante Pola

Sede: Augusta
Comandante: ammiraglio Riccardo Paladini

#### Comando di squadra
- Pola  Ammiraglia di squadra[7]

##### XII Squadriglia cacciatorpediniere
- Lanciere capo squadriglia
- Carabiniere
- Corazziere
- Ascari

Squadriglia successivamente distaccata come unità di scorta presso la IV Divisione incrociatori della I Squadra

#### III Divisione incrociatori

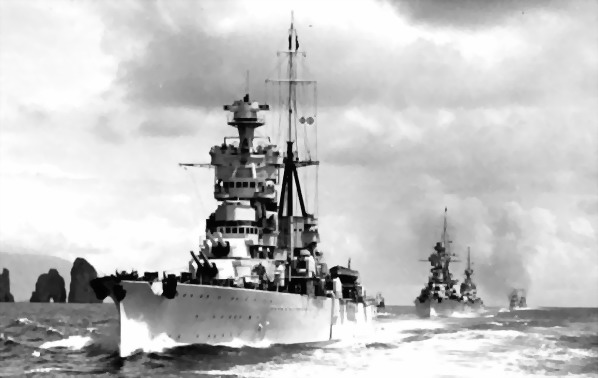
L'incrociatore pesante Trento

Comandante: ammiraglio Carlo Cattaneo (dal 28 agosto 1940 sostituito dall'ammiraglio Luigi Sansonetti)
- Trento  Ammiraglia di divisione[8][9]
- Bolzano
- Trieste

##### XI Squadriglia cacciatorpediniere
- Artigliere  capo squadriglia
- Camicia Nera
- Aviere
- Geniere

#### II Divisione incrociatori

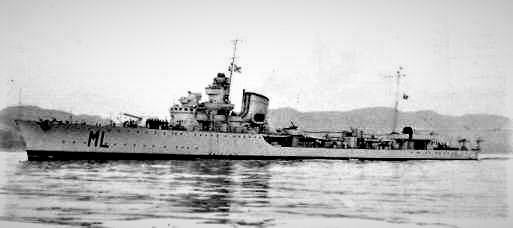
Il cacciatorpediniere Maestrale

Comandante: ammiraglio Ferdinando Casardi
- Giovanni delle Bande Nere  Ammiraglia di divisione
- Bartolomeo Colleoni

##### X Squadriglia cacciatorpediniere
- Maestrale  capo squadriglia
- Libeccio
- Grecale
- Scirocco

#### VII Divisione incrociatori

L'incrociatore Eugenio di Savoia

Comandante: ammiraglio Luigi Sansonetti
- Eugenio di Savoia  ammiraglia di divisione
- Emanuele Filiberto Duca d'Aosta
- Muzio Attendolo
- Raimondo Montecuccoli

##### XIII Squadriglia cacciatorpediniere
- Granatiere  capo squadriglia
- Fuciliere
- Bersagliere
- Alpino

#### Gruppo Navi Ausiliarie della II Squadra
Nave officina
- Quarnaro

Nave cisterna nafta
- Cocito

Navi cisterna acqua
- Volturno
- Istria
- Flegentone
- Mincio

Rimorchiatore d'alto mare
- Ercole

Rimorchiatore d'uso locale
- Portoferraio

### Comando Flotta Sommergibili
Base: Roma
Comandante: ammiraglio Mario Falangola
Questo comando era formato da 12 gruppi di stanza a La Spezia, Napoli, Messina, Taranto, Pola, Brindisi, Cagliari, Trapani, Augusta e Tobruch.

#### I Gruppo Sommergibili (La Spezia)

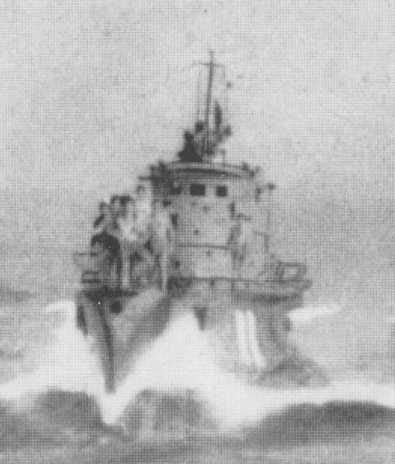
Il sommergibile Cappellini

##### XI Squadriglia Sommergibili
- Pietro Calvi
- Giuseppe Finzi
- Enrico Tazzoli
- Ettore Fieramosca

##### XII Squadriglia Sommergibili
- Comandante Cappellini
- Comandante Faà di Bruno
- Lazzaro Mocenigo
- Sebastiano Veniero
- Glauco
- Otaria

##### XIII Squadriglia Sommergibili
- Berillo
- Onice
- Gemma

##### XIV Squadriglia Sommergibili

Il sommergibile Argo

- Iride
- Argo
- Velella

##### XV squadriglia Sommergibili
- Gondar
- Neghelli
- Ascianghi
- Scirè

##### XVI Squadriglia Sommergibili
- Pietro Micca
- Foca

##### XVII Squadriglia Sommergibili
- H 1
- H 2
- H 4
- H 6
- H 8

#### II Gruppo Sommergibili (Napoli)

##### XXI Squadriglia
- Lorenzo Marcello
- Gian Battista Nani
- Enrico Dandolo
- Andrea Provana

##### XXII Squadriglia Sommergibili
- Agostino Barbarigo
- Angelo Emo
- Francesco Morosini
- Guglielmo Marconi
- Leonardo da Vinci

#### III Gruppo Sommergibili (Messina)

##### XXXI SquadrigliaBase: Messina
- Vettor Pisani
- Marcantonio Colonna
- Giovanni Bausan
- Des Geneys

##### XXXV Squadriglia SommergibiliBase: Messina
- Durbo
- Tembien
- Beilul

#### Flottiglia sommergibiliBase: Augusta

##### XXXIV Squadriglia SommergibiliBase: Messina
- Goffredo Mameli
- Pier Capponi
- Tito Speri
- Giovanni da Procida

##### XXXVII Squadriglia Sommergibili
- Marcantonio Bragadin
- X 2
- X 3

#### IV Gruppo Sommergibili (Taranto)

##### XLI Squadriglia Sommergibili
- Console Generale Liuzzi
- Alpino Bagnolini
- Reginaldo Giuliani
- Capitano Tarantini

##### XLIII Squadriglia Sommergibili
- Ruggiero Settimo
- Luigi Settembrini

##### XLV Squadriglia Sommergibili
- Salpa
- Serpente

##### XLVI Squadriglia Sommergibili
- Dessiè
- Dagabur
- Uarsciek
- Uebi Scebeli

##### XLVII Squadriglia Sommergibili
- Malachite
- Rubino
- Ambra

##### XLIX Squadriglia Sommergibili
- Atropo
- Zoea
- Filippo Corridoni

#### Flottiglia sommergibili SommergibiliBase: Brindisi

Il sommergibile Toti

##### XL Squadriglia Sommergibili
- Balilla
- Antonio Sciesa
- Enrico Toti
- Domenico Millelire

##### XLII Squadriglia Sommergibili
- Benedetto Brin

##### XLIV Squadriglia Sommergibili
- Anfitrite

##### XLVIII Squadriglia
- Ondina

#### VII Gruppo Sommergibili (Cagliari)

##### LXXI Squadriglia Sommergibili
- Alagi
- Adua
- Axum
- Aradam

##### LXXII Squadriglia Sommergibili
- Diaspro
- Corallo
- Turchese
- Medusa

#### VIII Gruppo Sommergibili (Trapani)

##### XXXIII Squadriglia Sommergibili
- Fratelli Bandiera
- Luciano Manara
- Ciro Menotti
- Santorre Santarosa

#### Gruppo Navi Ausiliarie della Squadra Sommergibili
Navi appoggio sommergibili
- Pacinotti
- Volta

Nave salvataggio sommergibili
- Anteo

### Circoscrizioni

#### Circoscrizione Alto Tirreno

##### Dipartimento militare marittimo "Alto Tirreno"
Base: La Spezia
Comandante: ammiraglio di divisione Aimone di Savoia-Aosta

###### X Squadriglia torpediniere

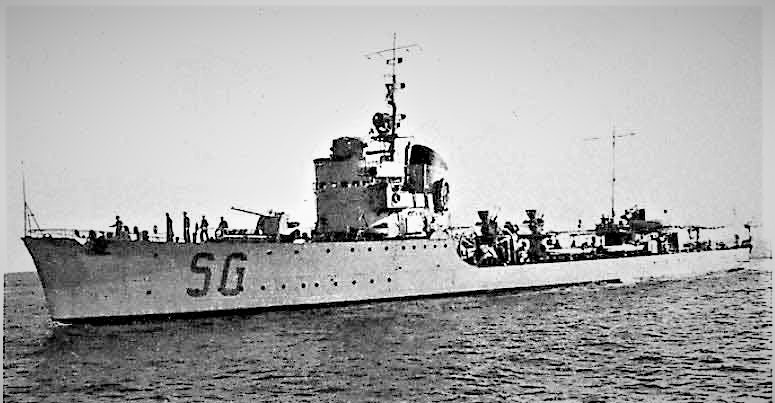
La torpediniera Sagittario, protagonista nelle acque di Creta

- Vega
- Sagittario
- Perseo
- Sirio

###### XVI Squadriglia torpediniere
- Monzambano
- Curtatone
- Castelfidardo
- Calatafimi
- Giacinto Carini
- Giuseppe La Masa

###### 10ª Flottiglia MAS
1ª Flottiglia MAS
I Squadriglia MAS 
- MAS 438
- MAS 439
- MAS 440
- MAS 441

V Squadriglia MAS 
- MAS 505
- MAS 507
- MAS 510
- MAS 525

XII Squadriglia MAS 
- MAS 526
- MAS 527
- MAS 528
- MAS 529

XIII Squadriglia MAS 
- MAS 534
- MAS 535
- MAS 538
- MAS 539

XIV Squadriglia MAS 
- MAS 530
- MAS 531
- MAS 532
- MAS 533

###### Gruppo navi ausiliarie dipartimentali

La cannoniera Caboto

Cannoniera
- Rimini

Posamine
- Crotone
- Fasana
- Giuseppe Orlando (requisito)
- Gasperi (requisito)

Nave trasporto materiali
- Matteucci

Nave cisterna acqua
- Dalmazia

#### Circoscrizione Basso Tirreno

##### Dipartimento militare marittimo "Basso Tirreno"

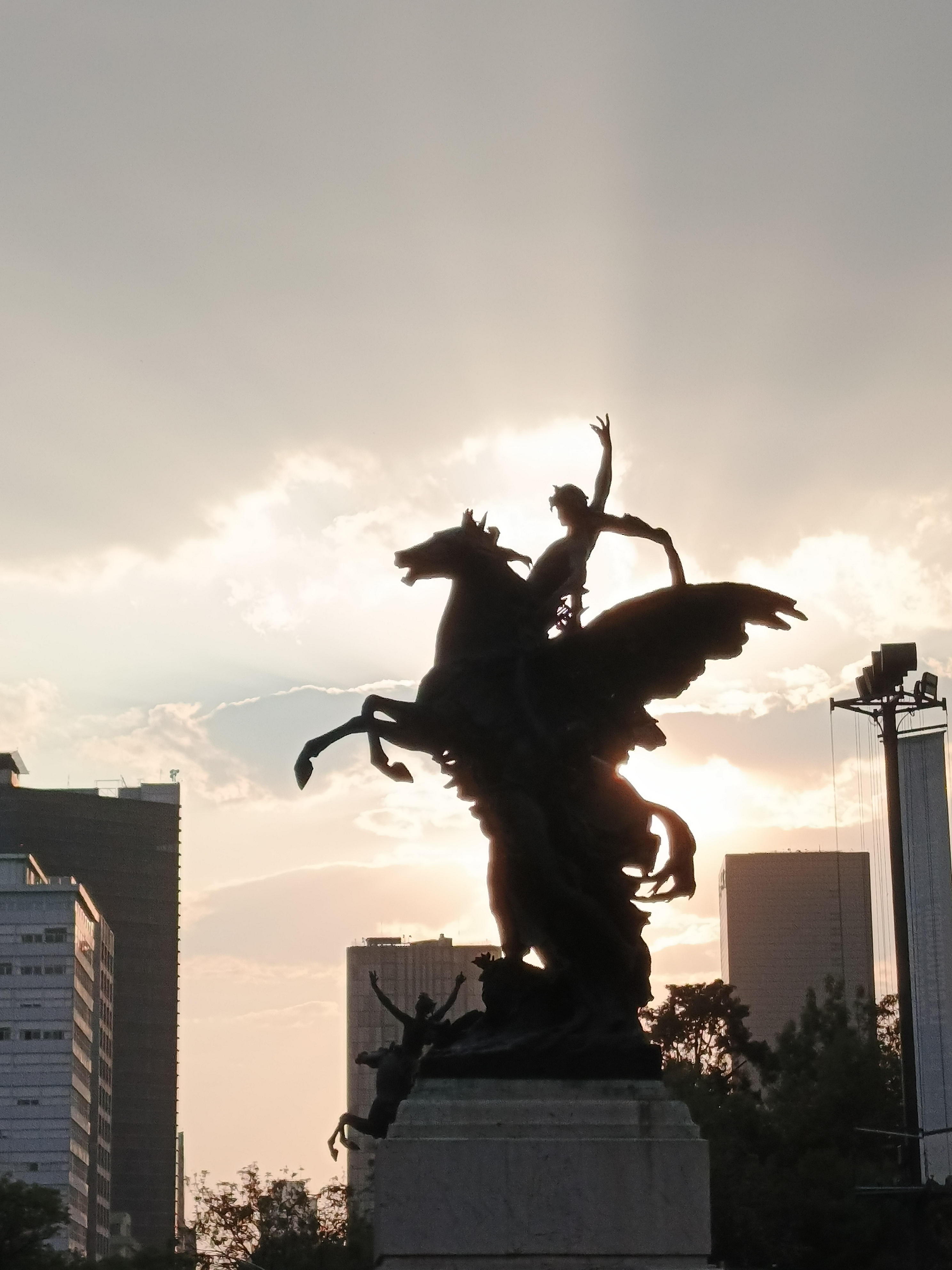
La torpediniera Pegaso

Base: Napoli
Comandante: ammiraglio di divisione Vladimiro Pini

###### III Squadriglia torpediniere
- Generale Marcello Prestinari
- Generale Antonio Cantore

###### IV Squadriglia torpediniere
- Procione
- Orione
- Orsa
- Pegaso

Dragamine
- D 1

###### Gruppo navi ausiliarie dipartimentali
Posamine
- Partenope (requisito)

nave Trasporto Munizioni
- Buffoluto

Navi cisterna acqua
- Arno
- Metauro

##### Comando militare marittimo "Sardegna"
Base: La Maddalena
Comandante: ammiraglio di divisione Ettore Sportiello

###### II Squadriglia torpediniere
- Generale Achille Papa
- Generale Carlo Montanari
- Generale Antonino Cascino
- Generale Antonio Chinotto

###### IX Squadriglia torpediniere
- Cassiopea
- Canopo
- Fratelli Cairoli
- Antonio Mosto

###### IV Squadriglia MAS
- MAS 501
- MAS 502
- MAS 503
- MAS 504

###### Gruppo navi ausiliarie dipartimentali
Posamine
- Durazzo
- Pelagosa
- Caralis (requisito)
- Attilio Deffenu (requisito)
- Mazara (requisito)

##### Comando militare marittimo "Sicilia"
Base: Messina
Comandante: ammiraglio di divisione Pietro Barone

###### I Flottiglia torpediniere
XIII squadriglia torpediniere 
- Circe
- Clio
- Calliope
- Calipso

XIV Squadriglia torpediniere 
- Partenope
- Polluce
- Pleiadi
- Pallade

###### II Flottiglia torpediniere
I squadriglia torpediniere 
- Airone
- Ariel
- Aretusa
- Alcione

XII Squadriglia torpediniere 
- Altair
- Antares
- Aldebaran
- Andromeda

V Squadriglia torpediniere 
- Simone Schiaffino
- Pilade Bronzetti
- Giuseppe La Farina
- Giuseppe Cesare Abba
- Albatros

###### IIª Flottiglia MAS
II Squadriglia MAS 
- MAS 424
- MAS 509
- MAS 543
- MAS 544

IX Squadriglia MAS 
- MAS 512
- MAS 513
- MAS 514
- MAS 515

X Squadriglia MAS 
- MAS 516
- MAS 517
- MAS 518
- MAS 519

XV Squadriglia MAS 
- MAS 547
- MAS 548
- MAS 549
- MAS 550

###### II Squadriglia dragamine
10 dragamine RD – Base: Messina

###### III Squadriglia dragamine
9 dragamine RD – Base: Palermo

###### IV Squadriglia dragamine
9 dragamine RD – Base: Arsenale militare marittimo di Augusta

###### Gruppo navi ausiliarie dipartimentali
Posamine
- Buccari
- Brioni (requisito)
- Adriatico (requisito)

nave cisterna nafta
- Prometeo

Navi cisterna acqua
- Verde
- Bormida
- Brenta

nave Servizio Fari
- Scilla

#### Circoscrizione Alto Adriatico

##### Comando militare marittimo autonomo "Alto Adriatico"
Base: Venezia
Comandante: ammiraglio di divisione Ferdinando di Savoia-Genova

###### XV Squadriglia torpediniere
- Confienza
- Solferino
- San Martino
- Palestro

###### Gruppo navi ausiliarie dipartimentali
Posamine
- Albona
- Laurana
- Rovigno

Navi scuola
- Cristoforo Colombo
- Amerigo Vespucci

Nave servizio fari
- Lido

##### Comando militare marittimo "Pola" base: Pola
Torpediniera
- Giovannini

###### II Squadriglia MAS
- MAS 423
- MAS 426
- MAS 432
- MAS 437

###### Gruppo navi ausiliarie dipartimentali
Posamine
- Azio
- San Giusto (requisito)

nave cisterna nafta
- Lete

Navi cisterna acqua
- Scrivia
- Verbano

##### Comando militare marittimo "Quarnaro"
Base: Lussino
Comandante: ?

#### Circoscrizione Basso Adriatico e del Mar Ionio

##### Dipartimento militare marittimo "Ionio e Basso Adriatico"
Base: Taranto
Comandante: ammiraglio Antonio Pasetti
Gruppo incrociatori
- Bari
- Taranto

###### II Squadriglia cacciatorpediniere
- Espero
- Borea
- Zeffiro
- Ostro

###### VI Squadriglia torpediniere
- Rosolino Pilo
- Francesco Stocco
- Giuseppe Missori
- Giuseppe Sirtori

###### I Squadriglia dragamine
- 10 dragamine RD

###### Gruppo navi ausiliarie dipartimentali
Cannoniere
- Otranto
- Gallipoli

Posamine
- Barletta (requisito)
- Vieste

Navi trasporto materiale
- Cherso
- Lussino

Navi cisterna acqua
- Sesia
- Garigliano
- Tirso

##### Comando militare marittimo "Basso Adriatico"
Base: Brindisi
Comandante: ammiraglio Luigi Spalice
VI Squadriglia cacciatorpediniere 
- Augusto Riboty
- Carlo Mirabello

###### VII Squadriglia torpediniere
- Angelo Bassini
- Agostino Bertani
- Nicola Fabrizi
- Giacomo Medici

###### III Squadriglia MAS
- MAS 540
- MAS 541

###### Gruppo navi ausiliarie dipartimentali
nave cisterna
- Adige

Cannoniera
- Cirene

###### Reggimento fanteria di marina "San Marco"
Battaglioni
- "Bafile"
- "Grado"

#### Comando Militare Marittimo Autonomo "Egeo"
Sede: Rodi
Comandante: contrammiraglio Luigi Biancheri

##### IV Squadriglia cacciatorpediniere
- Francesco Crispi
- Quintino Sella

##### VIII Squadriglia torpediniere
- Lupo
- Lince
- Lira
- Libra

##### III Flottiglia MAS
(5 MAS)
- VII Squadriglia MAS
- XVI Squadriglia MAS
- XXII Squadriglia MAS

##### V Gruppo sommergibili

###### LI Squadriglia sommergibili
- Narvalo
- Squalo
- Tricheco
- Delfino

###### LII Squadriglia sommergibili
- Jalea
- Jantina
- Ametista
- Zaffiro

##### Gruppo navi ausiliarie dipartimentali

###### Posamine
- Lero
- Legnano

###### Cannoniere
- Sonzini
- Sebastiano Caboto
- Cerere

#### Comando navale Albania
Base: Durazzo
Comandante: contrammiraglio Vittorio Tur

##### Gruppo navi ausiliarie dipartimentali
- Pagano
- Vigilante
- Vedetta

#### Comando Superiore Marina Libia
Base: Bengasi
Comandante: ammiraglio Bruno Brivonesi

##### Base: Tripoli

###### XI Squadriglia torpediniere
- Cigno
- Castore
- Climene
- Centauro

###### Navi ausiliarie
Posamine
- Monte Gargano

Cannoniera
- Alula

##### Base: Tobruch

###### Incrociatore
- San Giorgio

###### I Squadriglia cacciatorpediniere
- Turbine
- Aquilone
- Euro
- Nembo

###### VI Gruppo sommergibili
LXI Squadriglia sommergibili 
- Sirena
- Argonauta
- Fisalia
- Smeraldo
- Naiade

LXII Squadrigla sommergibili 
- Diamante
- Topazio
- Nereide
- Galatea
- Lafolè

###### Gruppo navi ausiliarie dipartimentali
Cannoniere
- Palmaiola
- De Lutti
- Grazioli Lante
- G. Berta
- Valoroso

Navi cisterna
Lina Campanella, Ticino, Polifemo

#### Comando Superiore Marina "Africa Orientale Italiana"
Base: Massaua
Comandante: contrammiraglio Carlo Balsamo di Specchia Normandia
Nave coloniale: Eritrea

##### III Squadriglia cacciatorpediniere
- Francesco Nullo
- Nazario Sauro
- Daniele Manin
- Cesare Battisti

##### V Squadriglia cacciatorpediniere
- Pantera
- Tigre
- Leone

##### Torpediniere
- Giovanni Acerbi
- Vincenzo Giordano Orsini

##### XXI Squadriglia MAS
- MAS 205
- MAS 206
- MAS 210
- MAS 213
- MAS 216

##### VIII Gruppo sommergibili

###### LXXXI Squadriglia sommergibili
- Alberto Guglielmotti
- Galileo Ferraris
- Luigi Galvani
- Galileo Galilei

###### LXXXII Squadriglia sommergibili
- Perla
- Macallè
- Archimede
- Evangelista Torricelli

##### Gruppo navi ausiliarie dipartimentali

###### Cannoniere
- Porto Corsini
- Biglieri

###### Posamine
- Ostia

###### Petroliere
- Niobe

###### Navi cisterna acqua
- Sile
- Sebeto
- Bacchiglione

#### Comando Superiore Navale "Estremo Oriente"
Base: Tientsin
Comandante: capitano di vascello Galletti 

##### Posamine
- Lepanto

##### Cannoniera
- Ermanno Carlotto

### Gruppo Cacciatorpediniere di Squadra (MARIGRUP)
All'inizio delle ostilità, nel giugno 1940, le varie Squadriglie Cacciatorpediniere erano ripartite tra le varie Divisioni delle Squadre e tra i Dipartimenti Marittimi e i Comandi Autonomi, costituendo insieme con esse Unità complesse tanto tattiche quanto organiche.
Ma le frequentissime necessità di impiegare i cacciatorpediniere per le scorte dei convogli e le conseguenti numerose perdite scompaginarono quell'iniziale organizzazione.
Si ravvisò allora la convenienza di riunire tutti i cacciatorpediniere in una sola Unità complessa, organica e non tattica, alla diretta dipendenza del Comando in Capo delle Forze Navali al quale competesse di provvedere a mettere di volta in volta a disposizione delle Divisioni o degli Alti Comandi costieri i cacciatorpediniere occorrenti per operazioni belliche o missioni.
Nel gennaio 1942 fu perciò costituito il «Gruppo Cacciatorpediniere di Squadra» («MARIGRUP») al comando di un contrammiraglio il quale, in base alle direttive e agli ordini del Comandante in Capo doveva curare l'efficienza, l'addestramento e le varie questioni disciplinari dei cacciatorpediniere.
Detto ammiraglio partecipava, quando opportuno, a missioni di particolare importanza.